# Fondas Imabo-Doorisol 2005
Questa voce raccoglie le informazioni riguardanti la Fondas Imabo-Doorisol Team nelle competizioni ufficiali della stagione 2005.

## Stagione
Come Continental Team, la Fondas Imabo-Doorisol Team prese parte alle gare dei Circuiti continentali UCI, in particolare all'UCI Europe Tour.

## Organico

### Staff tecnico
GM=General manager; DS=Direttore sportivo.
|  | Naz.                   | Ruolo | Sportivo        |  |  |  |
|  | ---------------------- | ----- | --------------- |  |  |  |
|  | Paesi Bassi (bandiera) | DS    | Jan Janssen     |  |  |  |
|  | Belgio (bandiera)      | DS    | Cees De Brouwer |  |  |  |
|  | Paesi Bassi (bandiera) | DS    | Daan Luijkx     |  |  |  |

### Rosa
|  | Naz.                   |  | Sportivo               | Anno |  |  |
|  | ---------------------- |  | ---------------------- | ---- |  |  |
|  | Paesi Bassi (bandiera) |  | Wally Buurstede        | 1975 |  |  |
|  | Paesi Bassi (bandiera) |  | Luis de Koning         | 1967 |  |  |
|  | Belgio (bandiera)      |  | Tom De Meyer           | 1977 |  |  |
|  | Paesi Bassi (bandiera) |  | Lauran de Winter       | 1986 |  |  |
|  | Paesi Bassi (bandiera) |  | John den Engelsman     | 1977 |  |  |
|  | Paesi Bassi (bandiera) |  | François Franse        | 1965 |  |  |
|  | Paesi Bassi (bandiera) |  | Pieter Israël          | 1985 |  |  |
|  | Paesi Bassi (bandiera) |  | Rob Koole              | 1970 |  |  |
|  | Paesi Bassi (bandiera) |  | Maarten Lenferink      | 1980 |  |  |
|  | Paesi Bassi (bandiera) |  | Guido Mutsaars         | 1981 |  |  |
|  | Paesi Bassi (bandiera) |  | Lex Nederlof           | 1966 |  |  |
|  | Paesi Bassi (bandiera) |  | Norbert Poels          | 1983 |  |  |
|  | Paesi Bassi (bandiera) |  | Richard Slabbekoorn    | 1980 |  |  |
|  | Sudafrica (bandiera)   |  | Raynold Smith          | 1985 |  |  |
|  | Paesi Bassi (bandiera) |  | Jurgen Vercammen       | 1984 |  |  |
|  | Paesi Bassi (bandiera) |  | Jean-Pierre Verstraten | 1979 |  |  |
|  | Paesi Bassi (bandiera) |  | Jorrit Walgien         | 1982 |  |  |

## Palmarès

### Corse a tappe
- Flèche du Sud

2ª tappa (Tom de Meyer)

## Classifiche UCI

### UCI Europe Tour
Individuale
Piazzamenti dei corridori della P3 Transfer nella classifica dell'UCI Europe Tour 2005.
| Pos. | Ciclista      | Punti |
| ---- | ------------- | ----- |
| 692  | Tom De Meyer  | 16    |
| 940  | Norbert Poels | 8     |

Squadra
La P3 Transfer chiuse in centoduesima posizione con 24 punti.